# Platymetopius undatus
Platymetopius undatus är en insektsart som först beskrevs av De Geer 1773.  Platymetopius undatus ingår i släktet Platymetopius, och familjen dvärgstritar. Arten är reproducerande i Sverige.